# Randers FC
A Randers FC, teljes nevén Randers Football Club egy dán labdarúgócsapat. Székhelyük Randersben van, jelenleg az első osztályban szerepelnek. A klubot 2003-ban alapították, 5 kisebb csapatból, köztük a korábbi kupagyőztes Randers Frejából.

## Sikerek
- Kupagyőztes
  - 2005-06, 2020-21

## Jelenlegi keret
2020. október 5-i állapot szerint.
| #  |     | Poszt | Név                |
| -- | --- | ----- | ------------------ |
| 1  | SWE | K     | Patrik Carlgren    |
| 2  | DEN | V     | Simon Graves       |
| 5  | DEN | V     | Mathias Nielsen    |
| 6  | DEN | KP    | André Rømer        |
| 7  | DEN | KP    | Mikkel Kallesøe    |
| 8  | AUT | KP    | Simon Piesinger    |
| 10 | NGA | KP    | Tosin Kehinde      |
| 11 | DEN | V     | Erik Marxen ()     |
| 14 | DEN | KP    | Frederik Lauenborg |
| 15 | GER | V     | Björn Kopplin      |
| 17 | DEN | V     | Jesper Lauridsen   |

| #  |     | Poszt | Név                                                      |
| -- | --- | ----- | -------------------------------------------------------- |
| 18 | DEN | CS    | Tobias Klysner                                           |
| 19 | DEN | KP    | Oliver Bundgaard                                         |
| 20 | DEN | KP    | Vito Hammershøy-Mistrati                                 |
| 22 | DEN | KP    | Mathias Greve                                            |
| 24 | NIG | KP    | Issah Salou                                              |
| 25 | DEN | K     | Jonas Dakir                                              |
| 45 | AUT | CS    | Marvin Egho                                              |
| 99 | SLE | CS    | Alhaji Kamara                                            |
| —  | AUS | CS    | Nikola Mileusnic                                         |
| —  | GER | CS    | Bassala Sambou (kölcsönben a Fortuna Sittard csapatától) |

## Az év játékosai
| Szezon  | Név                   |
| ------- | --------------------- |
| 2008–09 | Søren Berg            |
| 2007–08 | Kevin Stuhr Ellegaard |
| 2006–07 |                       |
| 2005–06 |                       |
| 2004–05 | Mikkel Rask           |

## Ismertebb játékosok
| Név                         | A klubnál |
| --------------------------- | --------- |
| Jesper Thygesen             | 2004-2005 |
| José Roberto Rodrigues Mota | 2004      |
| Stig Tøfting                | 2006-2007 |
| Baye Djiby Fall             | 2006-2007 |
| Ralf Pedersen               | 2004-2008 |
| Carsten Fredgaard           | 2005-2009 |

## Az eddigi szezonok
2009. június 3. szerint.
| Szezon    |    | Poz. | Mérk. | Gy | D  | V  | RG | KG | P  | Kupa             | Megjegyzés               |
| --------- | -- | ---- | ----- | -- | -- | -- | -- | -- | -- | ---------------- | ------------------------ |
| 2002-2003 | 2D | 4    | 30    | 15 | 6  | 9  | 65 | 49 | 51 | Negyedik forduló |                          |
| 2003-2004 | 2D | 2    | 30    | 21 | 3  | 6  | 85 | 43 | 66 | Negyedik forduló | Feljutott                |
| 2004-2005 | 1D | 12   | 33    | 5  | 9  | 19 | 30 | 64 | 24 | Negyeddöntő      | Kiesett                  |
| 2005-2006 | 2D | 2    | 30    | 19 | 4  | 7  | 64 | 30 | 61 | Győztes          | Feljutott                |
| 2006-2007 | 1D | 8    | 33    | 10 | 8  | 15 | 41 | 53 | 38 | Negyeddöntő      |                          |
| 2007-2008 | 1D | 6    | 33    | 13 | 8  | 12 | 41 | 33 | 47 | Negyeddöntő      |                          |
| 2008-2009 | 1D | 5    | 33    | 11 | 13 | 9  | 52 | 50 | 46 | Negyedik forduló | Európa-liga-kvalifikáció |

## Külső hivatkozások
- Hivatalos weboldal